# Michael Mallett
Michael Mallett (Southend-on-Sea, 14 luglio 1932 – Abersoch, 2 settembre 2008) è stato uno storico inglese.

## Biografia
Mallett è nato presso Southend-on-Sea, nella regione dell'Essex. La sua famiglia si era trasferita da tempo nel nord ovest dell'Inghilterra. Mallett studiò presso la St Edward's School di Oxford e  nel 1955 si laureò in storia moderna al Winchester College, nell'omonima città dell'Hampshire.
La passione per la storia d'Italia si manifestò già durante il corso di laurea e nel 1957 frequentò la British School di Roma e la Normale di Pisa. Gli studi di Mallett sui rapporti economici fra le città di Pisa e Firenze nel XIV secolo presentati ad Oxford nel 1959 gettarono le basi per la stesura del suo primo libro, The Florentine Galleys in the Fifteenth Century (1967). Nel 1961 sposò l'artista Patricia Berenice Sullivan, conosciuta al College.
Dopo un breve periodo trascorso come assistente di un professore presso Eton College, dove ebbe come allievo il principe Richard Windsor, duca di Gloucester, Mallett si trasferì, sempre come assistente, all'Università di Manitoba di Winnipeg, in Canada. Nel 1962 Mallett fece ritorno a Roma, dove divenne assistente direttore e bibliotecario della British School, dove ebbe modo inoltre di confrontare i suoi interessi con quelli del direttore JB Ward-Perkins, esperto in archeologia.
Gli anni che trascorse a Roma rappresentano per Mallett un notevole arricchimento personale e culturale. Nel clima del Concilio Vaticano Secondo indetto da papa Giovanni XXIII, Mallett scrisse il suo secondo libro, di carattere religioso, sulla storia dei Borgia, The Borgias (1969).
Accanto al collega John Hale, fondatore della cattedra di storia presso l'Università di Warwick, Mallett iniziò la frequentazione dell'Università di Warwick; sono di questi anni due dei suoi maggiori successi, sempre dedicati alla storia italiana del primo Rinascimento: Mercenaries and Their Masters (1974) e The Military Organisation of a Renaissance State: Venice circa 1400 to 1617 (1984).  Quando nel 1970 Hale lasciò l'Università, Mallett prese il suo posto e Warwick divenne il centro più evoluto di studi sull'Italia rinascimentale, Venezia in particolare, dell'interno Regno Unito. Esempio di questo è l'annuale Venice Symposium dell'Università di Warwick. Mallett continuò a mantenere rapporti con associazioni culturali italiane, e venete in particolare.
Mallett è stato insignito di numerosi riconoscimenti tra cui: British Academy's Serena Medal for Italian Studies (1997), nomina a OBE (1998) e a Commendatore della Repubblica Italiana.
| Controllo di autorità | VIAF (EN) 61561584 · ISNI (EN) 0000 0001 1572 1298 · SBN CFIV000811 · BAV 495/167894 · LCCN (EN) n83074333 · GND (DE) 1089241526 · BNE (ES) XX1458437 (data) · BNF (FR) cb120305531 (data) · J9U (EN, HE) 987007275774805171 |